# Dorothea Altwein

Bild einer Magd um 1700

Margarethe Dorothea Altwein (geboren vor 1751; gestorben nach 1798) aus Gelmeroda bei Weimar war eine deutsche Mörderin. Sie beging möglicherweise den ersten Fall von Kindesmord in der Regierungszeit von Carl August am 11. Februar 1781. In Gelmeroda ist eine Familie Altwein belegt, nicht aber eine „Dorothea“ oder „Margarethe“ Altwein. Der Vater ihres Kindes hieß Abraham Eißmann. Zu seinem Beruf und Stand gibt es keinerlei Mitteilungen. Es handelte sich um eine uneheliche Geburt.

## Tathergang
Zum Tathergang wird berichtet, dass Altwein am 11. Februar 1781 morgens um 6 Uhr "in der Küche des Hofgärtners Bleydern, „vor dem Heerde“ ohne alle Hilfe einen Knaben geboren und selbst die Nabelschnur durchtrennt" habe. Im Verhör sagte sie aus, dass das Kind kaum Laute von sich gegeben habe. Sie habe es demnach an den Beinen genommen und zweimal gegen die Küchenwand geschlagen. Sie hätte schon Weihnachten die Absicht gehabt, das Kind umzubringen und in die Ilm zu werfen. Das sei nicht zur Ausführung gekommen, da sie gleich nach der Tat von der Dienstfrau entdeckt worden sei. Damit waren der Verteidigung die Hände gebunden. Wo sie angestellt war und wer ihre Dienstherrschaft war, ist laut Rüdiger Scholz unklar, nur dass aus der Urteilsbegründung hervorgeht, dass sie Dienstmagd war. Bei Volker Wahl ist sie klar als Magd bei dem Hofgärtner Johann Gottlieb Bleidorn ausgewiesen.

## Urteil des Gerichts und ihre Begnadigung
Ihr Fall mag auch dahingehend von Interesse sein, dass nicht zwangsläufig die Todesstrafe für Kindsmord verhängt wurde, obwohl die Constitutio Criminalis Carolina bei einem Schuldspruch genau das forderte. Zunächst hatte das Gericht sie auch zum Tod durch Ertränken verurteilt. Allerdings wurde die Strafe in lebenslängliche Freiheitsstrafe umgewandelt. Das Schreiben vom 31. Mai 1781 zeichneten neben Carl August auch die Mitglieder des „Geheimen Conseil“ Fritsch, Christian Friedrich Schnauß und Goethe ab. Der Herzog begnadigte dennoch Altwein am 29. August 1798 unter der Auflage, sich nicht wieder in seinem Lande sehen lassen zu sollen, womit sich ihre Spur verliert. Der Kindsvater kam auch nicht ungeschoren davon. Er kam wegen „Hurerei“ acht Tage ins Gefängnis. Ehebruch wurde ihm nicht vorgeworfen, womit er wohl ledig war. Er musste die Kosten übernehmen und für ein Jahr Weimar verlassen. Ein eigenes Verfahren gegen Eißmann gab es nicht, sondern er wurde im gleichen Fall mit Altwein zusammen verurteilt.

## Echo
Generell wurden die Kindstötung als Delikt und die Reform der Strafgesetze für Kindesmörderinnen in der damaligen Zeit in den Ländern des Römisch-Deutschen Reichs lebhaft diskutiert. Im Jahre 1780 wurde die sogenannte Mannheimer Preisfrage – „Welches sind die besten ausführbaren Mittel dem Kindermord Einhalt zu thun?“ – ausgeschrieben, für die fast 400 Aufsätze eingereicht und etliche außerhalb des Preisausschreibens veröffentlicht wurden. Kein anderes Preisausschreiben der damaligen Zeit fand ein annähernd vergleichbares Echo. Zu den Reaktionen auf die Preisfrage gehörte auch ein 1781 anonym veröffentlichter Beitrag von Christian Gottlob Voigt (1743–1819) aus Weimar. Voigt war zur ersten Fassung des Aufsatzes durch den am 11. Februar 1781 von Dorothea Altwein in Weimar verübten Kindesmord veranlasst worden. Die mit dem Fall Altwein im Zusammenhang stehenden Reformbemühungen des Herzogs über die Bestrafung der Verheimlichung von Schwangerschaften und Kirchenbuße hatten zu dieser Zeit aber keinen Erfolg. Ein weit größeres Echo fand der Fall des Kindsmords der Johanna Catharina Höhn 1783, also nur zwei Jahre später.